# الجامعة اللبنانية الأمريكية
الجامعة اللبنانية الأميركية هي جامعة خاصة لبنانية.

## الكليات
- كلية الطب
- كليّة الآداب والعلوم
- كليّة إدارة الأعمال
- كليّة الصيدلة
- كليّة الهندسة والهندسة المعمارية

## أنظر أيضًا
الجامعة اللبنانية
الجامعة الأميركية في بيروت
قائمة جامعات لبنان

## وصلات خارجية
- الموقع الرسمي
- الجامعة اللبنانية الأميركية وزارة التربية والتعليم العالي (بالعربية)